# Atalopsycha
Atalopsycha é um gênero de mariposa pertencente à família Acrolepiidae.